# Еволюційна карта Всесвіту

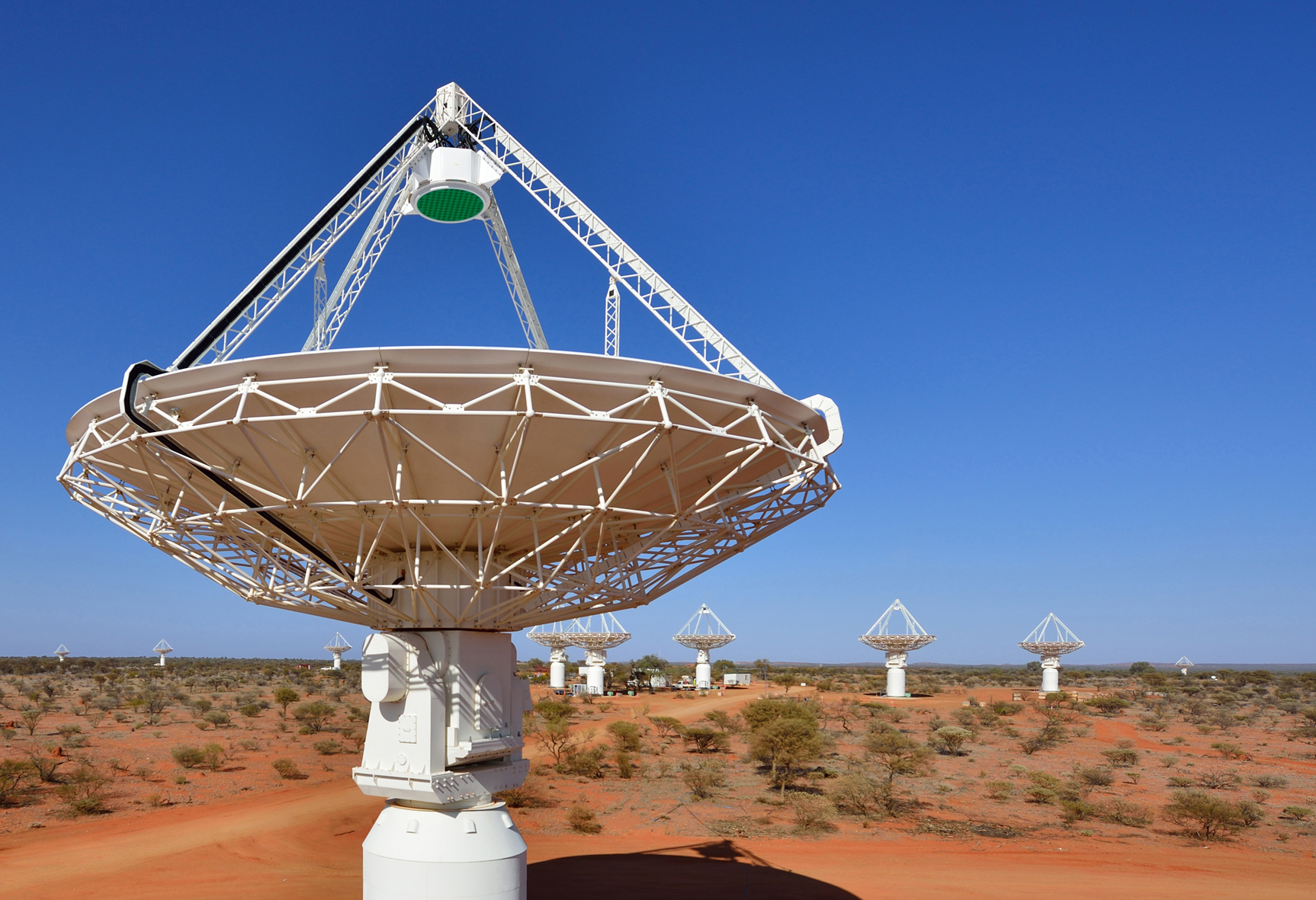
Радіоантени ASKAP, на яких проводяться спостереження за проєктом EMU

Еволюційна карта Всесвіту (англ. Evolutionary Map of the Universe, EMU) — астрономічний дослідний проєкт, який використовує телескоп ASKAP для проведення огляду радіоджерел на небі. Очікується, що EMU виявить близько 70 мільйонів радіоджерел. Більшість із цих радіоджерел будуть галактиками, віддаленими на мільйони світлових років, багато з них міститимуть масивні чорні діри, а деякі з виявлених сигналів будуть надіслані менш ніж через пів мільярда років після Великого вибуху, який створив Всесвіт 13,7 мільярда років тому. На відміну від NVSS, який, в основному, виявляв активні ядра галактик, більша чутливість EMU означає, що близько половини виявлених галактик будуть галактиками із зореутворенням.
Основний науковий рушій EMU полягає в тому, щоб спробувати зрозуміти, як зорі та галактики вперше утворилися та як вони еволюціонували до свого теперішнього стану. Огляд 70 мільйонів галактик, виявлених EMU, представлятиме галактики на різних еволюційних стадіях, що дозволить вивчати, як їхні властивості змінюються під час еволюції. EMU зможе досліджувати галактики із зореутворенням до червоного зсуву приблизно 1, активні ядра галактик до межі спостережуваного Всесвіту та, ймовірно, відкриє нові класи об'єктів.
EMU був запропонований у 2009 році командою під керівництвом Рея Норріса. Він був обраний (разом з WALLABY) як одна з двох пропозицій з найвищим пріоритетом для ASKAP з-поміж 39 поданих на конкурс заявок. EMU є міжнародним проєктом, і команда EMU складається з понад 400 астрономів у 21 країні.
Окрім планування та проведення самого радіоогляду, проєкт EMU також включає
- Ключові наукові проєкти (англ. Key Science Projects), які досягнуть ключових наукових цілей EMU. До них належать еволюція галактик, космологія, скупчення галактик, галактичні площини та радіозорі[3].
- Проєкти розвитку (англ. Development Projects), які розробляють та оптимізують інструменти, необхідні для створення наукової інформації на основі даних EMU. До них відносяться виділення джерел[4], їхня ідентифікація в каталогах на інших довжинах хвиль[5] і визначення червоного зсуву. Результатом одного з таких проєктів розвитку стало створення громадського наукового проєкту Radio Galaxy Zoo[en][6].
- Проєкти співпраці (англ. Collaboration Projects), які розвивають і підтримують співпрацю з іншими великими дослідницькими проєктами, такими як MeerKAT-Mightee, MWA-GLEAM, LOFAR, SkyMapper[en], WISE та eRosita.
- Проєкт WTF, який збиратиме дані EMU для несподіваних відкриттів, які не входять до наукових цілей.